# Puerto Iguazú
Puerto Iguazú − miasto w Argentynie, w prowincji Misiones. W 2001 liczyło 31 515 mieszkańców.